# クリティクス・チョイス・ムービー・アワード 主演男優賞
クリティクス・チョイス・ムービー・アワード 主演男優賞（Critics' Choice Movie Award for Best Actor）は、クリティクス・チョイス・アソシエーションがその年の優れた主演男優に贈る映画賞である。

## 備考
- "†" 同年の主演男優賞受賞者
- "‡" 同年のアカデミー助演男優賞候補者

## 受賞者及び候補者一覧

### 1990年代
| 年   | 男優名               | 作品名                         | 役名                           |
| ---- | -------------------- | ------------------------------ | ------------------------------ |
| 1995 | ケヴィン・ベーコン   | 『告発』                       | ヘンリー・ヤング役             |
| 1996 | ジェフリー・ラッシュ | 『シャイン』                   | デイヴィッド・ヘルフゴット役 † |
| 1997 | ジャック・ニコルソン | 『恋愛小説家』                 | ヴィン・ウダール役 †           |
| 1998 | イアン・マッケラン   | 『ゴッド・アンド・モンスター』 | ジェームズ・ホエール役         |
| 1999 | ラッセル・クロウ     | 『インサイダー』               | ジェフリー・ワイガンド ‡       |

### 2000年代
| 年   | 男優名                            | 作品名                                            | 役名                                                 |
| ---- | --------------------------------- | ------------------------------------------------- | ---------------------------------------------------- |
| 2000 | ラッセル・クロウ                  | 『グラディエーター』                              | マキシマス・デシマス・メレディウス役 †               |
| 2001 | ラッセル・クロウ                  | 『ビューティフル・マインド』                      | ジョン・ナッシュ役 ‡                                 |
| 2001 | ショーン・ペン                    | 『アイ・アム・サム』                              | サム・ドーソン役                                     |
| 2001 | ウィル・スミス                    | 『ALI アリ』                                      | モハメド・アリ役                                     |
| 2002 | ダニエル・デイ＝ルイス (タイ受賞) | 『ギャング・オブ・ニューヨーク』                  | ウィリアム・"ビル・ザ・ブッチャー"・カッティング役 ‡ |
| 2002 | ジャック・ニコルソン (タイ受賞)   | 『アバウト・シュミット』                          | ウォーレン・シュミット役 ‡                           |
| 2002 | ロビン・ウィリアムズ              | 『ストーカー』                                    | サイ・パリッシュ役                                   |
| 2003 | ショーン・ペン                    | 『ミスティック・リバー』                          | ジミー・マーカム役 †                                 |
| 2003 | ラッセル・クロウ                  | 『マスター・アンド・コマンダー』                  | ジャック・オーブリー艦長役                           |
| 2003 | ジョニー・デップ                  | 『パイレーツ・オブ・カリビアン/呪われた海賊たち』 | ジャック・スパロウ役 ‡                               |
| 2003 | ベン・キングズレー                | 『砂と霧の家』                                    | ベラーニ役 ‡                                         |
| 2003 | ビル・マーレイ                    | 『ロスト・イン・トランスレーション』              | ボブ・ハリス役 ‡                                     |
| 2004 | ジェイミー・フォックス            | 『Ray/レイ』                                      | レイ・チャールズ役 †                                 |
| 2004 | ハビエル・バルデム                | 『海を飛ぶ夢』                                    | ラモン・サンペドロ役                                 |
| 2004 | ドン・チードル                    | 『ホテル・ルワンダ』                              | ポール・ルセサバギナ役 ‡                             |
| 2004 | ジョニー・デップ                  | 『ネバーランド』                                  | ジェームス・マシュー・バリー役 ‡                     |
| 2004 | レオナルド・ディカプリオ          | 『アビエイター』                                  | ハワード・ヒューズ役 ‡                               |
| 2004 | ポール・ジアマッティ              | 『サイドウェイ』                                  | マイルス・レイモンド役                               |
| 2005 | フィリップ・シーモア・ホフマン    | 『カポーティ』                                    | トルーマン・カポーティ役 †                           |
| 2005 | ラッセル・クロウ                  | 『シンデレラマン』                                | ジェームス・J・ブラドック役                          |
| 2005 | ポール・ハギス                    | 『クラッシュ』                                    |                                                      |
| 2005 | テレンス・ハワード                | 『ハッスル&フロウ』                               | Dジェイ役 ‡                                          |
| 2005 | ヒース・レジャー                  | 『ブロークバック・マウンテン』                    | イニス・デル・マー役 ‡                               |
| 2005 | ホアキン・フェニックス            | 『ウォーク・ザ・ライン/君につづく道』             | ジョニー・キャッシュ役 ‡                             |
| 2005 | デヴィッド・ストラザーン          | 『グッドナイト&グッドラック』                     | エドワード・R・マロー役 ‡                            |
| 2006 | フォレスト・ウィテカー            | 『ラスト・キング・オブ・スコットランド』          | イディ・アミン役 †                                   |
| 2006 | レオナルド・ディカプリオ          | 『ブラッド・ダイヤモンド』                        | ダニー・アーチャー役 ‡                               |
| 2006 | レオナルド・ディカプリオ          | 『ディパーテッド』                                | ビリー・コスティガン役                               |
| 2006 | ライアン・ゴズリング              | 『ハーフネルソン』                                | ダン・ダン役 ‡                                       |
| 2006 | ピーター・オトゥール              | 『ヴィーナス』                                    | モーリス役 ‡                                         |
| 2006 | ウィル・スミス                    | 『幸せのちから』                                  | クリス・ガードナー役 ‡                               |
| 2007 | ダニエル・デイ＝ルイス            | 『ゼア・ウィル・ビー・ブラッド』                  | ダニエル・プレインビュー役 †                         |
| 2007 | ジョージ・クルーニー              | 『フィクサー』                                    | マイケル・クレイトン役 ‡                             |
| 2007 | ジョニー・デップ                  | 『スウィーニー・トッド フリート街の悪魔の理髪師』 | スウィーニー・トッド／ベンジャミン・バーカー役 ‡     |
| 2007 | ライアン・ゴズリング              | 『ラースと、その彼女』                            | ラース・リンドストロム役                             |
| 2007 | エミール・ハーシュ                | 『イントゥ・ザ・ワイルド』                        | クリストファー・マッカンドレス役                     |
| 2007 | ヴィゴ・モーテンセン              | 『イースタン・プロミス』                          | ニコライ役 ‡                                         |
| 2008 | ショーン・ペン                    | 『ミルク』                                        | ハーヴェイ・ミルク役†                                |
| 2008 | クリント・イーストウッド          | 『グラン・トリノ 』                               | ウォルト・コワルスキー役                             |
| 2008 | リチャード・ジェンキンス          | 『扉をたたく人』                                  | ウォルター・ヴェイル役 ‡                             |
| 2008 | フランク・ランジェラ              | 『フロスト×ニクソン』                             | リチャード・ニクソン役 ‡                             |
| 2008 | ブラッド・ピット                  | 『ベンジャミン・バトン 数奇な人生』               | ベンジャミン・バトン役 ‡                             |
| 2008 | ミッキー・ローク                  | 『レスラー』                                      | ランディ・“ザ・ラム”・ロビンソン役 ‡                 |
| 2009 | ジェフ・ブリッジス                | 『クレイジー・ハート』                            | バッド・ブレイク役 †                                 |
| 2009 | ジョージ・クルーニー              | 『マイレージ、マイライフ』                        | ライアン・ビンガム役 ‡                               |
| 2009 | コリン・ファース                  | 『シングルマン』                                  | ジョージ・ファルコナー役 ‡                           |
| 2009 | モーガン・フリーマン              | 『インビクタス/負けざる者たち』                   | ネルソン・マンデラ役 ‡                               |
| 2009 | ヴィゴ・モーテンセン              | 『ザ・ロード』                                    | 父親役                                               |
| 2009 | ジェレミー・レナー                | 『ハート・ロッカー』                              | ウィリアム・ジェームズ二等軍曹役 ‡                   |

### 2010年代
| 年   | 男優名                       | 作品名                                                  | 役名                                       |
| ---- | ---------------------------- | ------------------------------------------------------- | ------------------------------------------ |
| 2010 | コリン・ファース             | 『英国王のスピーチ』                                    | ジョージ6世役 †                            |
| 2010 | ジェフ・ブリッジス           | 『トゥルー・グリット』                                  | ルースター・コグバーン役 ‡                 |
| 2010 | ロバート・デュヴァル         | 『Get Low』                                             | フェリックス・ブッシュ役                   |
| 2010 | ジェシー・アイゼンバーグ     | 『ソーシャル・ネットワーク』                            | マーク・ザッカーバーグ役 ‡                 |
| 2010 | ジェームズ・フランコ         | 『127時間』                                             | アーロン・ラルストン役 ‡                   |
| 2010 | ライアン・ゴズリング         | 『ブルーバレンタイン』                                  | ディーン役                                 |
| 2011 | ジョージ・クルーニー         | 『ファミリー・ツリー』                                  | マシュー・"マット"・キング役 ‡             |
| 2011 | レオナルド・ディカプリオ     | 『J・エドガー』                                         | ジョン・エドガー・フーヴァー役             |
| 2011 | ジャン・デュジャルダン       | 『アーティスト』                                        | ジョージ・ヴァレンタイン役 †               |
| 2011 | マイケル・ファスベンダー     | 『SHAME -シェイム-』                                    | ブランドン役                               |
| 2011 | ライアン・ゴズリング         | 『ドライヴ』                                            | ドライバー役                               |
| 2011 | ブラッド・ピット             | 『マネーボール』                                        | ビリー・ビーン役 ‡                         |
| 2012 | ダニエル・デイ＝ルイス       | 『リンカーン』                                          | エイブラハム・リンカーン役 †               |
| 2012 | ブラッドリー・クーパー       | 『世界にひとつのプレイブック』                          | パット・ソリータ役 ‡                       |
| 2012 | ジョン・ホークス             | 『セッションズ』                                        | マーク・オブライエン役                     |
| 2012 | ヒュー・ジャックマン         | 『レ・ミゼラブル』                                      | ジャン・バルジャン役 ‡                     |
| 2012 | ホアキン・フェニックス       | 『ザ・マスター』                                        | フレディ・クエル役 ‡                       |
| 2012 | デンゼル・ワシントン         | 『フライト』                                            | ウィリアム・"ウィップ"・ウィテカー役 ‡     |
| 2013 | マシュー・マコノヒー         | 『ダラス・バイヤーズクラブ』                            | ロン・ウッドルーフ役 †                     |
| 2013 | クリスチャン・ベール         | 『アメリカン・ハッスル』                                | アーヴィン・ローゼンフェルド役 ‡           |
| 2013 | ブルース・ダーン             | 『ネブラスカ ふたつの心をつなぐ旅』                     | ウッディ・グラント役 ‡                     |
| 2013 | キウェテル・イジョフォー     | 『それでも夜は明ける』                                  | ソロモン・ノーサップ役 ‡                   |
| 2013 | トム・ハンクス               | 『キャプテン・フィリップス』                            | リチャード・フィリップス艦長役             |
| 2013 | ロバート・レッドフォード     | 『オール・イズ・ロスト 〜最後の手紙〜』                 | 我らの男役                                 |
| 2014 | マイケル・キートン           | 『バードマン あるいは（無知がもたらす予期せぬ奇跡）』   | リーガン・トムソン役 ‡                     |
| 2014 | ベネディクト・カンバーバッチ | 『イミテーション・ゲーム/エニグマと天才数学者の秘密』   | アラン・チューリング役 ‡                   |
| 2014 | レイフ・ファインズ           | 『グランド・ブダペスト・ホテル』                        | ムッシュ・グスタヴ・H役                    |
| 2014 | ジェイク・ジレンホール       | 『ナイトクローラー』                                    | ルイス・ブルーム役                         |
| 2014 | デヴィッド・オイェロウォ     | 『グローリー/明日への行進』                             | マーティン・ルーサー・キング・ジュニア役   |
| 2014 | エディ・レッドメイン         | 『博士と彼女のセオリー』                                | スティーヴン・ホーキング役 †               |
| 2015 | レオナルド・ディカプリオ     | 『レヴェナント: 蘇えりし者』                            | ヒュー・グラス役 †                         |
| 2015 | ブライアン・クランストン     | 『トランボ ハリウッドに最も嫌われた男』                 | ダルトン・トランボ役 ‡                     |
| 2015 | マット・デイモン             | 『オデッセイ』                                          | マーク・ワトニー役 ‡                       |
| 2015 | ジョニー・デップ             | 『ブラック・スキャンダル』                              | ジェームズ・ジョセフ・バルジャー役         |
| 2015 | マイケル・ファスベンダー     | 『スティーブ・ジョブズ』                                | スティーブ・ジョブズ役 ‡                   |
| 2015 | エディ・レッドメイン         | 『リリーのすべて』                                      | リリー・エルベ役 ‡                         |
| 2016 | ケイシー・アフレック         | 『マンチェスター・バイ・ザ・シー』                      | リー・チャンドラー役 †                     |
| 2016 | ジョエル・エドガートン       | 『ラビング 愛という名前のふたり』                       | リチャード・ラビング役                     |
| 2016 | アンドリュー・ガーフィールド | 『ハクソー・リッジ』                                    | デズモンド・T・ドス役 ‡                    |
| 2016 | ライアン・ゴズリング         | 『ラ・ラ・ランド』                                      | セバスチャン・ワイルダー役 ‡               |
| 2016 | トム・ハンクス               | 『ハドソン川の奇跡』                                    | チェスリー・“サリー”・サレンバーガー役     |
| 2016 | デンゼル・ワシントン         | 『フェンス』                                            | トロイ・マクソン役 ‡                       |
| 2017 | ゲイリー・オールドマン       | 『ウィンストン・チャーチル/ヒトラーから世界を救った男』 | ウィンストン・チャーチル役 †               |
| 2017 | ティモシー・シャラメ         | 『君の名前で僕を呼んで』                                | エリオ・パールマン役 ‡                     |
| 2017 | ダニエル・デイ＝ルイス       | 『ファントム・スレッド』                                | レイノルズ・ウッドコック役 ‡               |
| 2017 | ジェームズ・フランコ         | 『ディザスター・アーティスト』                          | トミー・ウィゾー役                         |
| 2017 | ジェイク・ジレンホール       | 『ボストン ストロング 〜ダメな僕だから英雄になれた〜』  | ジェフ・ボーマン役                         |
| 2017 | トム・ハンクス               | 『ペンタゴン・ペーパーズ/最高機密文書』                 | ベン・ブラッドリー役                       |
| 2017 | ダニエル・カルーヤ           | 『ゲット・アウト』                                      | クリス・ワシントン役 ‡                     |
| 2018 | クリスチャン・ベール         | 『バイス』                                              | ディック・チェイニー役 ‡                   |
| 2018 | ブラッドリー・クーパー       | 『アリー スター誕生』                                   | ジャクソン・"ジャック"・メイン役 ‡         |
| 2018 | ウィレム・デフォー           | 『永遠の門 ゴッホの見た未来』                           | フィンセント・ファン・ゴッホ役 ‡           |
| 2018 | ライアン・ゴズリング         | 『ファースト・マン』                                    | ニール・アームストロング役                 |
| 2018 | イーサン・ホーク             | 『魂のゆくえ』                                          | エルンスト・トラー牧師役                   |
| 2018 | ラミ・マレック               | 『ボヘミアン・ラプソディ』                              | フレディ・マーキュリー役 †                 |
| 2018 | ヴィゴ・モーテンセン         | 『グリーンブック』                                      | フランク・"トニー・リップ"・バレロンガ役 ‡ |
| 2019 | ホアキン・フェニックス       | 『ジョーカー』                                          | アーサー・フレック/ジョーカー役 †          |
| 2019 | アントニオ・バンデラス       | ペイン・アンド・グローリー                              | サルヴァドール・マッロー役 ‡               |
| 2019 | ロバート・デ・ニーロ         | アイリッシュマン                                        | フランク・シーラン役 ‡                     |
| 2019 | レオナルド・ディカプリオ     | ワンス・アポン・ア・タイム・イン・ハリウッド            | リック・ダルトン役                         |
| 2019 | アダム・ドライヴァー         | マリッジ・ストーリー                                    | チャーリー・バーバー役                     |
| 2019 | エディ・マーフィ             | 『 ルディ・レイ・ムーア 』                              | ルディ・レイ・ムーア役                     |
| 2019 | アダム・サンドラー           | 『アンカット・ダイヤモンド』                            | ハワード・ラトナー役                       |

### 2020年代
| 年   | 男優名                                          | 作品名                                        | 役名                                           |
| ---- | ----------------------------------------------- | --------------------------------------------- | ---------------------------------------------- |
| 2020 | チャドウィック・ボーズマン （死後のノミネート） | 『マ・レイニーのブラックボトム』              | レヴィー・グリーン役 ‡                         |
| 2020 | ベン・アフレック                                | ザ・ウェイバック                              | ジャック・カニンガム役                         |
| 2020 | リズ・アーメッド                                | サウンド・オブ・メタル -聞こえるということ-   | ルーベン・ストーン役 ‡                         |
| 2020 | トム・ハンクス                                  | この茫漠たる荒野で                            | ジェファーソン・カイル・キッド役               |
| 2020 | アンソニー・ホプキンス                          | ファーザー                                    | アンソニー役 †                                 |
| 2020 | デルロイ・リンドー                              | 『ザ・ファイブ・ブラッズ』                    | ポール役                                       |
| 2020 | ゲイリー・オールドマン                          | Mank/マンク                                   | ハーマン・J・マンキーウィッツ役 ‡              |
| 2020 | スティーヴン・ユァン                            | ミナリ                                        | ジェイコブ・イー役 ‡                           |
| 2021 | ウィル・スミス                                  | 『ドリームプラン』                            | リチャード・ウィリアムズ役 †                   |
| 2021 | ニコラス・ケイジ                                | PIG/ピッグ                                    | ロビン・“ロブ”・フェルド役                     |
| 2021 | ベネディクト・カンバーバッチ                    | パワー・オブ・ザ・ドッグ                      | フィル・バーバンク ‡                           |
| 2021 | ピーター・ディンクレイジ                        | シラノ                                        | シラノ・ド・ベルジュラック役                   |
| 2021 | アンドリュー・ガーフィールド                    | tick, tick... BOOM! : チック、チック…ブーン!  | ジョナサン・ラーソン役 ‡                       |
| 2021 | デンゼル・ワシントン                            | マクベス                                      | マクベス卿役 ‡                                 |
| 2022 | ブレンダン・フレイザー                          | 『ザ・ホエール』                              | チャーリー役 †                                 |
| 2022 | オースティン・バトラー                          | エルヴィス                                    | エルヴィス・プレスリー役 ‡                     |
| 2022 | トム・クルーズ                                  | トップガン マーヴェリック                     | ピート・“マーヴェリック”・ミッチェル海軍大佐役 |
| 2022 | コリン・ファレル                                | イニシェリン島の精霊                          | パードリック・スィルヤバイン役 ‡               |
| 2022 | ポール・メスカル                                | aftersun/アフターサン                         | カルム・パターソン役 ‡                         |
| 2022 | ビル・ナイ                                      | 生きる LIVING                                 | ミスター・ウィリアムズ役 ‡                     |
| 2023 | ポール・ジアマッティ                            | 『ホールドオーバーズ 置いてけぼりのホリディ』 | ポール・ハンハム役 ‡                           |
| 2023 | レオナルド・ディカプリオ                        | キラーズ・オブ・ザ・フラワームーン            | アーネスト・バークハート役                     |
| 2023 | ブラッドリー・クーパー                          | マエストロ: その音楽と愛と                    | レナード・バーンスタイン役 ‡                   |
| 2023 | コールマン・ドミンゴ                            | ラスティン: ワシントンの「あの日」を作った男  | バイヤード・ラスティン役 ‡                     |
| 2023 | キリアン・マーフィー                            | オッペンハイマー                              | ロバート・オッペンハイマー役 †                 |
| 2023 | ジェフリー・ライト                              | アメリカン・フィクション                      | セロニアス・"モンク"・エリソン役 ‡             |
| 2024 | エイドリアン・ブロディ                          | ブルータリスト                                | ラースロー・トート                             |
| 2024 | ティモシー・シャラメ                            | 名もなき者/A COMPLETE UNKNOWN                 | ボブ・ディラン                                 |
| 2024 | ダニエル・クレイグ                              | クィア/QUEER                                  | ウィリアム・リー                               |
| 2024 | コールマン・ドミンゴ                            | シンシン/SING SING                            | ジョン・ウィットフィールド                     |
| 2024 | レイフ・ファインズ                              | 教皇選挙                                      | トーマス・ローレンス枢機卿                     |
| 2024 | ヒュー・グラント                                | 異端者の家                                    | リード                                         |